# Batalla de Samarra (363)
La batalla de Samarra tuvo lugar en junio del año 363, después de la invasión de la Persia sasánida por el emperador romano Juliano el Apóstata. La lucha fue indecisa, sin embargo, en una gran escaramuza, Juliano fue herido de muerte en la batalla. Los romanos, varados en el territorio persa y con falta de suministros, se vieron obligados a aceptar las condiciones de paz.

## Contexto
Juliano invadió el imperio sasánida con una fuerza de 95.000 hombres, esperando con su victoria cambiar el equilibrio de poder en el este, donde los romanos habían sufrido recientes reveses bajo Constancio II, y tal vez para reemplazar a Sapor II por su hermano Hormisdas. Según un historiador moderno, Juliano cometió dos graves errores al comienzo de la invasión. Dividió su fuerza en dos, una bajo el mando de su primo Procopio con 30.000 hombres, que se dirigió al norte de Mesopotamia, y otra de 65.000 hombres bajo su propio liderazgo. Su segundo error fue no derrotar al principal ejército sasánida antes de atacar la capital, lo que finalmente llevaría al fracaso de la expedición en el año 363. Al principio Juliano obtuvo una victoria táctica en la batalla de Ctesifonte, el 29 de mayo del 363, en las afueras de la ciudad, pero no pudo tomar la población. Peor aún, Procopio no pudo unirse a su ejército, debido a la traición de Arshak II, rey cristiano de Armenia, que debía secundar los movimientos del contingente del norte. Juliano mandó incendiar la flota que había seguido al ejército por el río hasta Ctesifonte, y gran parte del equipaje que no podía ser transportado, dejando un suministro de tres semanas. Luego dirigió su marcha hacia el interior, al corazón de los dominios de Sapor, con la esperanza de forzar una batalla. Varios de los escritores cristianos que relataron los eventos, así como el historiador Amiano Marcelino (libros 23-25), atribuyeron a esta decisión los desastres subsiguientes.
David S. Potter, sugiere que los principales fallos de Juliano fueron que hizo una campaña muy arriesgada y que no trajo un tren de asedio adecuado. Por lo tanto, tuvo que retirarse después de darse cuenta de que la ciudad de Ctesifonte estaba demasiada defendida para ser atacada mientras su ejército se estaba quedando sin suministros. Según Edward Gibbon, las provisiones que la flota podía proporcionar eran, en cualquier caso, insuficientes, y Juliano esperaba que las provincias interiores más fértiles de Persia le dieran a su ejército un amplio suministro de comida y forraje. Sin embargo, el absolutista Sapor implementó una política despiadada de devastación del suelo, incendiando cultivos, hogares y provisiones donde los romanos dirigieran su marcha, de modo que el ejército pronto se vio limitado por falta de sustento. Juliano, al darse cuenta de que su ejército no podía ser abastecido o reforzado, trató de forzar una batalla con su enemigo, pero Sapor lo eludió, y sus guías únicamente se equivocaron y confundieron sus pasos.
Por lo tanto, se tomó la decisión reticente de retirarse a través del distrito de Gordiene al norte, donde había esperanza de encontrar suministros adecuados. Después de unos días de avanzar por el país enemigo, a pesar de derrotar las escaramuzas persas e infligirles grandes pérdidas en la batalla de Maranga, el ejército desmoralizado, que tenía la intención de derrocar a la monarquía persa, fue casi agotado en provisiones y por el calor del clima y la lucha continua.

## La Batalla
Después de tres días tranquilos, el ejército romano fue emboscado durante su avance cauteloso en formaciones cuadradas a través de un terreno inclinado al sur de la ciudad de Samarra. La batalla comenzó como una escaramuza persa, contra la retaguardia de la columna romana. Un gran cuerpo de caballería y elefantes cayó entonces en el centro del ala izquierda romana, comandada por Anatolio. Según el relato de Amiano Marcelino, el emperador Juliano se apresuró a reunir sus fuerzas contra los persas, sin llevar su armadura, que se había quitado debido al calor. Consiguió levantarles la moral y repeler el ataque principal del enemigo de la izquierda, pero su guardia personal se dispersó durante los combates y Juliano fue atravesado en el costado por una lanza, que penetró en su hígado. Lo más probable es que la lanza fuera arrojada por un auxiliar sarraceno (lájmidas) al servicio persa, como concluyó su médico Oribasio. El emperador, mortalmente herido, fue arrojado de su caballo y sacado desmayado del campo de batalla. La lucha continuó de forma indecisa, hasta que la oscuridad de la noche puso fin a los combates. El ala izquierda del ejército romano fue derrotada y Anatolio asesinado. Sin embargo, en otro lugar, los persas fueron derrotados, sus elefantes y sus enormes tropas de caballería fueron derrotadas, y sus generales principales asesinados. Según el punto de vista, los romanos podrían ser llamados victoriosos, o se podría decir que fueron derrotados por las fuerzas persas, Juliano murió de su herida a medianoche, en su tienda con sus oficiales a su alrededor.

## Consecuencias
Juliano se había abstenido deliberadamente de nombrar un sucesor, y los comandantes se reunieron al amanecer para la elección. El honor fue extendido al prefecto Secundo Salutio, pero él se negó. Su elección se decantó entonces espontáneamente por Joviano, un disoluto pero amable comandante de la guardia doméstica de Juliano, cuyo padre había sido un general de distinguidos méritos en el mismo servicio. Reanudó inmediatamente la retirada a lo largo de la orilla este del río Tigris, bajo el continuo acoso de los persas, y sufrió grandes pérdidas en los sucesivos combates en Samarra y en el campamento de Carche, en el que los persas, revitalizados por la noticia de la muerte de Juliano, apenas fueron retenidos a raya. Después de cuatro días más de lucha, el ejército desmoralizado finalmente se detuvo en Dura, donde intentaron construir un puente para cruzar el río, pero no lo lograron, y fueron rodeados por todos lados por el ejército persa. Joviano vio claramente que la situación ahora era desesperada. Inesperadamente, los enviados de Sapor II, llegaron a su campamento con ofertas de paz y Joviano, quien durante el alto había agotado sus provisiones, se aferró con entusiasmo a cualquier cosa para sacar al ejército de su grave situación. Por lo tanto, se vio obligado a aceptar términos humillantes de Sapor, para salvar a su ejército y a sí mismo de la destrucción completa. El tratado, que revocaba las condiciones favorables que anteriormente Diocleciano había extorsionado al abuelo de Sapor, Narsés de Armenia en el 297, entregando la Mesopotamia oriental y las cinco provincias más allá del Tigris: 1) Intilene, 2) Zabdicene,3) Arzanene, 4) Moxoene, 5) Corduene y el Reino de Armenia , así como quince fortalezas, incluidas las ciudades estratégicas de Nisibis y Singara, sin sus habitantes. Se estableció una tregua de treinta años entre los imperios rivales. La pérdida de la elaborada cadena de fortificaciones fundada por Diocleciano obstaculizó severamente el sistema defensivo del imperio en el este y les dio a los persas una ventaja definitiva en sus enfrentamientos posteriores con los romanos.